# جان بوديغير
جان بوديغير (بالفرنسية: Yann Bodiger)‏ (9 فبراير 1995 بسيت في فرنسا - ) هو لاعب كرة قدم فرنسي في مركز الوسط. شارك مع منتخب فرنسا تحت 20 سنة لكرة القدم. أما مع النوادي، فقد لعب مع نادي تولوز.

## وصلات خارجية
- جان بوديغير على موقع رابطة كرة القدم الفرنسية للمحترفين (الإنجليزية)
- جان بوديغير على موقع قاعدة بيانات كرة القدم.إي يو (الإنجليزية)
- جان بوديغير على موقع ليكيب (الفرنسية)
- جان بوديغير على موقع Soccerway.com (الإنجليزية)
- جان بوديغير على موقع عالم كرة القدم.نت (الإنجليزية)
- جان بوديغير على موقع AS.com (الإسبانية)